# Апахуник
Апахуник (арм. Ապահունիք) или Апакунеац дзор (арм. Ապահունեաց ձոր) — четырнадцатый гавар области Туруберан Великой Армении. Примерно соответствует Малазгердскому санджаку Османской империи на обоих берегах Восточного Ефрата (Арацани). Владетелями в эпоху раннего средневековья являлись князья Апахуни. С 860-х годов Апахуник находится в руках мусульманских кайсиков арабского племени сулайм

## Внешние ссылки
- К ГЛАВЕ 44